# 목관오중주
목관오중주는 플룻, 클라리넷, 오보에, 바순, 호른이 합주하는 형태를 일컫는다. 호른은 금관 악기이지만 음색적 특성과 기원의 특성 등으로 인하여, 또한 목관으로는 약간 부족한 음량을 채우기 위하여 사용된다. 기본적으로 플룻은 고음역을, 클라리넷은 중음역, 오보에는 선율, 바순은 저음역, 호른은 박자를 담당하지만, 변화를 주는 경우도 많다.